# 아메리카 아메리카 (1963년 영화)
《아메리카 아메리카》(America, America)는 미국에서 제작된 엘리아 카잔 감독의 1963년 드라마 영화이다. 스타디스 지아렐리스 등이 주연으로 출연하였고 엘리아 카잔 등이 제작에 참여하였다. 1962년 출간된 서적을 각색한 것이다.
2001년 이 영화는 미국 의회도서관에 의해 문화적으로, 역사적으로, 미적으로 중요성을 인정받아 미국 국립영화등기부에 선정, 보존되었다.

## 출연

### 주연
- 스타디스 지아렐리스
- 프랭크 울프

### 조연
- 에레나 카램
- 루 안토니오
- 존 마리
- 에스텔레 헴슬리

## 기타
- 원작자: 엘리아 카잔
- 제작팀장: 찰스 H. 맥과이어
- 미술: 진 캘러핸
- 의상: 안나 힐 존스톤